# 茅原実里のradio minorhythm
『茅原実里のradio minorhythm』（ちはらみのりのラジオ・ミノリズム）は、HiBiKi Radio Stationにて配信された番組。パーソナリティは茅原実里で、彼女の日常や出来事、又は新曲などをリスナーにブログ風に紹介する内容になっている。

## 番組概要
- 配信期間：2007年5月9日 - 2020年3月25日（毎週水曜日）
- 配信サイト
  - 2007年5月9日 - 2018年3月28日：ランティスウェブラジオ
  - 2018年4月4日 - 2020年3月25日：HiBiKi Radio Station
  - 2021年11月18日：Youtube「Lantis Channel」
- スポンサー：ランティス
- パーソナリティ：茅原実里

## コーナー

### 末期のコーナー
YOUR BLOG
リスナーから送られた何気ない日常の出来事を紹介するコーナー。
思い出発掘調査隊!
記憶の片隅に埋もれていた思い出を発掘した、思いもよらぬ再会を果たしたエピソードを紹介する。
radio minorhythmアワード
各部門ごとに茅原が番組での1年を振り返る年末企画。「感動したで賞」「びっくりしたで賞」「うれしかったで賞」の3部門のエントリーと、その1年で活躍したアイテムを紹介する「MVI」を発表する。

### 過去のコーナー
音グラフ
YOUR BLOGの冒頭で、リスナーから送られてきた短いポエムを紹介するコーナー。
キュンとくるセリフラボラトリー
略して、キュンゼリラボ。心にキュンとくるようなセリフを研究するラボラトリー。人はどんなシチュエーションで、どんなセリフを言われるとキュンとなるのか。いろいろな属性を研究していくコーナー。
熱闘!ツッコミ甲子園!
リスナーから送られてきた面白い出来事、おマヌケな出来事、トホホな出来事に突っ込みを入れるコーナー。
茅原実里・いいオンナ化計画
茅原が「いい女」になるべく、「いい女」になる為の条件をリスナーに送ってもらうコーナー。
ロボみのり2の人生相談
東芝が開発した音声合成システム「ToSpeak」を茅原の声で使用した「ロボみのり2」が、リスナーから送られてきたどうでもいいような悩みにこたえるコーナー。
宇宙刑事みのりんポリス 勝手に次回予告!
4作目のミュージッククリップDVD『Message 04』に収録された自身の9枚目のシングル「Planet patrol」のPV『宇宙刑事みのりんポリス プラネットパトロール』の最終回以外のサブタイトルを決めるコーナー。
ダメのススメ!
ダメなエピソードを紹介し、ダメな自分を肯定するアカデミックなコーナー。
片思い限定 コイノウタ!
片思い限定のコイバナエピソードを深夜の修学旅行感覚で進めていくコーナー。
茅原実里のCD大作戦!
ランティスから発売された茅原の楽曲からワンフレーズ抜き出し、茅原との会話やランキングを作るコーナー。
A面B面ギャップコレクション!
普段見せている自分のA面以外の人には言えないB面を募集するコーナー。
幻のテーマパーク ネオファンタジア
テーマパークをモチーフにした茅原5thアルバムNEO FANTASIAにちなみ、この世のどこかにあるとまことしやかに囁かれている幻のテーマパーク「ネオ・ファンタジア」の情報を募るネタコーナー。
細かすぎ妄想デート
リスナーから茅原との妄想デートプランを募集するコーナー。
今日は誰かのスペシャルDAY
茅原がデビュー10周年をお祝いしてもらっているように、リスナーの記念日も番組内でお祝いするコーナー。
みのりん・コレクション!
リスナーがどんな物をコレクションしているのか教えてもらうコーナー。略称は「みのコレ」。
みのりん、知ってる!?
茅原のテンションが上がるような豆知識やうんちくを募集するコーナー。
おうちにまつわるエトセトラ
リスナーから自宅にまつわるエピソードを募集するコーナー。
熱闘!ツッコミ甲子園
日常のやらかした出来事や天然ボケなエピソードを募集し、茅原がすかさず突っ込むコーナー。
やめられないとまらないスパイラル
やめようと思っていてもついやってしまう事のエピソードを紹介するコーナー。

## エピソード
- 第72回（2008年9月17日）では、9月13日に渋谷C.C.Lemonホールで行われた番組初の公開録音の模様を放送。
- 第100回（2009年4月1日）では、放送100回を記念して「茅原実里のいきなりテレフォン」と題し、茅原実里本人がリスナーに電話トークを行う特別企画が放送された。
- 第133回（2009年11月18日）では、放送日が自身の誕生日にあたり、前半は通常の進行から外れてサプライズの進行として高垣彩陽・奥井雅美・アンタッチャブルの山崎弘也からバースデイコメントが送られた。
- 第153回（2010年4月7日）では、番組3周年を記念して4月3日に新木場STUDIO COASTで行われた公開録音の模様を放送。なお、本公録イベントにて茅原初の日本武道館公演となる「Minori Chihara Live Tour 2010 ～Sing All Love～」の追加公演が発表された。
- 第175・176回（2010年9月8日・15日）では、初めて野外での収録としてバーベキュー企画を行った。
- 第200回（2011年3月2日）を記念して2011年3月6日にニコニコ生放送で『茅原実里のnicorhythm』が行われた。
- 第250回（2012年2月22日）の記念、4枚目のオリジナルアルバム『D-Formation』の発売を引っ提げた企画『配信250回記念、アルバム「D-Formation」ヒット祈願バッティングセンターでヒットを打とう』が都内のバッティングセンターで行われた[3]。
- 第316回（2013年5月29日）では、放送300回を記念しての富士急ハイランドロケ企画「絶叫大使として富士急ハイランドで絶叫してこよう！」が放送された。なおこの企画は声優グランプリとの連動企画として、ロケの模様は声優グランプリ2013年7月号・8月号の「茅原実里のサークルパラダイス☆」に掲載された。
- 第401回（2015年1月14日）では、放送400回を記念して餅つき大会企画を実施。「鹿角の萌えみのり」の安保金太郎商店が企画に協力した。
- 第500回（2016年12月7日）では、放送500回を記念して「みのりんサンタ」からのプレゼント企画を実施、茅原が過去のライブや撮影に使用した私物やスタッフから提供されたプレゼントを、事前募集した頑張ったエピソードを寄せたリスナーへプレゼントした。
- 第550・551回（2017年11月22日・29日）では、番組10周年を記念して11月18日にニッショーホールで行われた公開録音の模様を放送。
- 2021年11月18日には、ミニアルバム「Re:Contact」発売を記念してYoutubeのランティス公式チャンネルにて復活特番を実施[4]、映像配信も行われレギュラー配信最終回から続いて第673回に位置づけられた。

## 主題歌
全て茅原実里本人の楽曲である。
オープニングテーマ
1. 「君がくれたあの日」（第1回 - 第14回、第672回）
  - 作詞：畑亜貴、作曲・編曲：菊田大介（Elements Garden）
2. 「詩人の旅」（第15回 - 第34回）
  - 作詞：畑亜貴、作曲・編曲：菊田大介
3. 「Contact 13th」（第35回 - 第63回）
  - 作詞：畑亜貴、作曲・編曲：菊田大介
4. 「雨上がりの花よ咲け」（第64回 - 第81回）
  - 作詞：畑亜貴、作曲・編曲：菊田大介
5. 「Prism in the name of hope」（第82回 - 第112回）
  - 作詞：畑亜貴、作曲：俊龍、編曲：藤田淳平（Elements Garden）
6. 「Tomorrow's chance」（第113回 - 第146回 ）
  - 作詞：畑亜貴、作曲・編曲：菊田大介
7. 「Perfect energy」（第147回 - 第168回）
  - 作詞：畑亜貴、作曲・編曲：齋藤真也
8. 「Freedom Dreamer」（第169回 - 第199回）
  - 作詞：茅原実里、作曲・編曲：菊田大介
9. 「KEY FOR LIFE」（第200回 - 第243回）
  - 作詞：こだまさおり、作曲：藤末樹・YUMIKO、編曲：藤末樹
10. 「HYPER NEW WORLD」（第244回 - 第273回）
  - 作詞：こだまさおり、作曲・編曲：菊田大介
11. 「灼熱PARADISE」（第274回 - 第281回）
  - 作詞：茅原実里、作曲：俊龍、編曲：鍋嶋圭一
12. 「生まれる明日のメロディ」（第282回 - 第375回）
  - 作詞：茅原実里、作曲：俊龍、編曲：菊谷知樹
13. 「FLAGSHIP FANFARE」（第376回 - 第389回）
  - 作詞：松井洋平、作曲：中沢伴行、編曲：高中崎伴武矢
14. 「NEO FANTASIA」（第390回 - 第424回）
  - 作詞：畑亜貴、作曲・編曲：澤野弘之
15. 「ミラクルバング!」（第425回 - 第465回）
  - 作詞：松井洋平、作曲：俊龍、編曲：鈴木Daichi秀行
16. 「あなたの声が聞きたくて」（第466回 - 第593回）
  - 作詞：松井洋平、作曲：俊龍、編曲：藤田淳平
17. 「アイアイ愛してるよ♡」（第594回 - 第671回）
  - 作詞：茅原実里、作曲・編曲：菊田大介

エンディングテーマ
1. 「Peace of mind 〜人魚のささやき〜」（第1回 - 第63回、第672回）
  - 作詞：畑亜貴、作曲・編曲：菊田大介
2. 「Say you?」（第64回 - 第81回）
  - 作詞：畑亜貴、作曲・編曲：菊田大介
3. 「everlasting...」（第82回 - 第112回）
  - 作詞：こだまさおり、作曲：藤末樹、編曲：大久保薫
4. 「Sunshine flower」（第113回 - 第138回）
  - 作詞：畑亜貴、作曲：俊龍、編曲：藤田淳平
5. 「ステラステージ」（第139回 - 第168回）
  - 作詞：こだまさおり、作曲：白戸佑輔、編曲：大久保薫
6. 「夏色華日」（第169回 - 第178回）
  - 作詞：keiko miura、作曲・編曲：藤末樹
7. 「そのとき僕は髪飾りを買う」（第179回 - 第199回）
  - 作詞：畑亜貴、作曲・編曲：虹音
8. 「ひとりにひとつの永遠」（第200回 - 第243回）
  - 作詞：畑亜貴、作曲・編曲：菊田大介
9. 「巡り逢い 〜かけがえのないもの〜」（第244回 - 第273回）
  - 作詞：茅原実里、作曲：俊龍、編曲：須藤賢一
10. 「Forever Memories」（第274回 - 第286回）
  - 作詞：茅原実里、作曲：Tatsh、編曲：寺田志保
11. 「ひとひらの願い」（第287回 - 第375回）
  - 作詞：茅原実里、作曲・編曲：黒須克彦、ストリングスアレンジ：室屋光一郎
12. 「ピーカン VACATION☆」（第376回 - 第389回）
  - 作詞：こだまさおり、作曲・編曲：菊田大介
13. 「一等星」（第390回 - 第465回）
  - 作詞・作曲：茅原実里、編曲：須藤賢一
14. 「視線の行方」（第466回 - 第593回）
  - 作詞：こだまさおり 作曲：田代智一
15. 「言の葉」（第594回 - 第671回）
  - 作詞：茅原実里、作曲・編曲：菊田大介